# Stangheck
Stangheck (dänisch: Stangled) ist eine Gemeinde im Kreis Schleswig-Flensburg in Schleswig-Holstein. Zum Gemeindegebiet gehören Groß-Bojum (Bodum), Mariannenhof, Regelsrott (Regelsrød), Rundhof (Rundtoft), Tranbüll (Tranbøl oder auch Tranebøl) und Stangheck.

## Geschichte

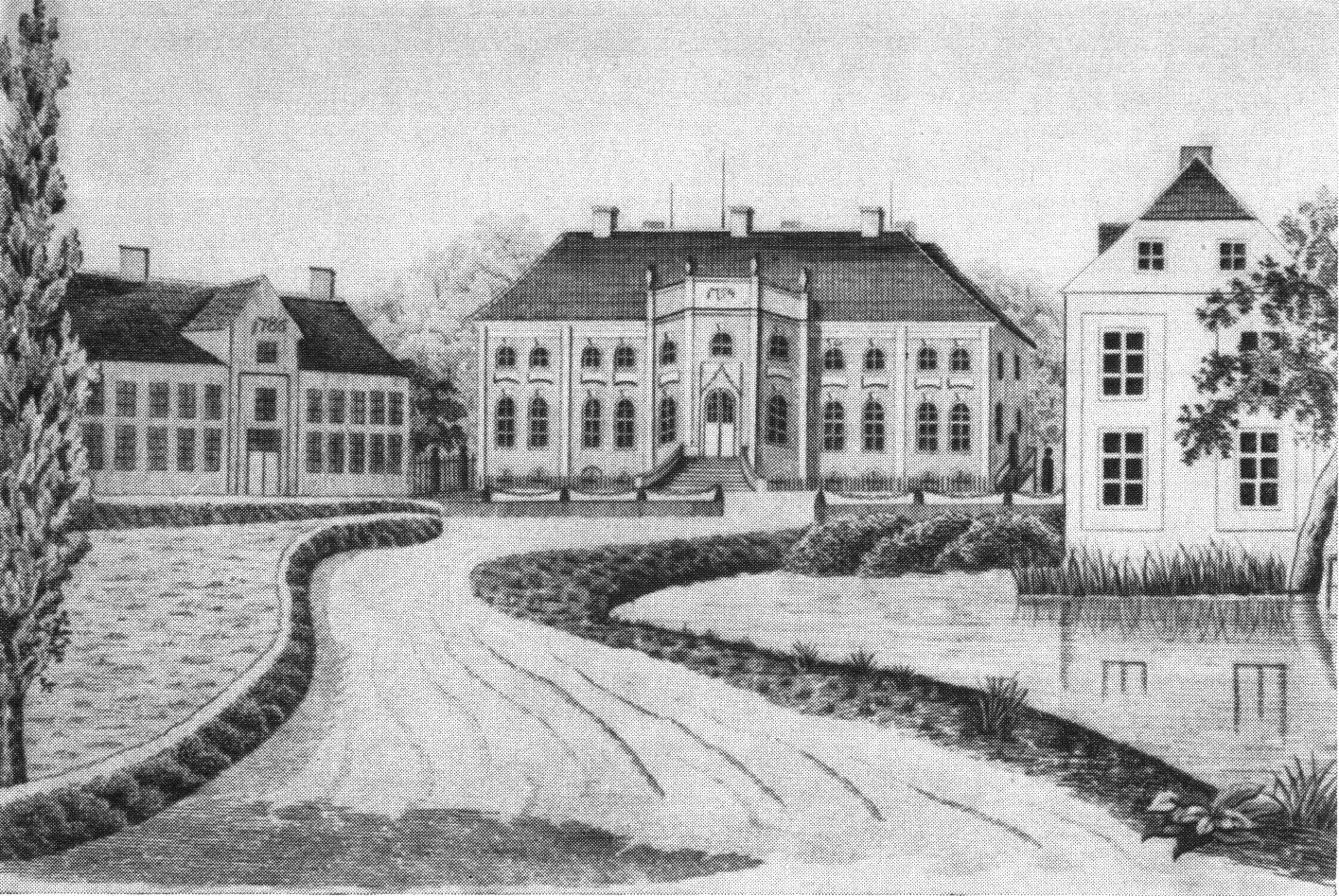
Gut Rundhof (Lith., 19. Jh.)

Rundhof (dänisch: Runtoft) wurde 1231 als Runaetoft erstmals erwähnt, Stangheck 1607 als Kätnerdorf des Guts. Der Name Rundhof ist eine Verballhornung des dänischen Namens. Er bezieht sich wohl auf einen Personennamen "Rune" und die Endung Toft für ein eingefriedetes Gelände. Im Mittelalter war Rundhof eine landesherrliche Burg, die jedoch schon früh in adeligen Besitz geriet und spätestens ab 1460 endgültig ein adeliges Gut war. Dieses entwickelte sich zum größten in Angeln und zu einem der mächtigsten im östlichen Herzogtum Schleswig. Gut Rundhof befindet sich seit 1557 im Besitz des Adelsgeschlechtes von Rumohr. Das spätbarocke Backstein-Herrenhaus mit Kavaliershaus und Pferdestall wurde 1754 erbaut. Aufgrund der erheblichen Gebäudetiefe hat das Herrenhaus zwei parallel angeordnete Walmdächer. Das Gut ist heute in Privatbesitz und kann nicht besichtigt werden. Im Kuppelsaal des Herrenhauses finden im Sommer jedoch Konzerte statt.
Rundhof und Stangheck gehörten zum historisch in der Nieharde gelegenen Kirchspiel Esgrus, das auch die gleichnamige heutige Landgemeinde und die heutige Gemeinde Niesgrau umfasste. Allerdings bildete Rundhof von jeher einen eigenen Rechtsdistrikt, der nicht nur große (aber nicht alle) Teile des Kirchspiels und weitere Besitzungen östlich und südlich desselben umfasste, bis zum 17. Jahrhundert auch Streubesitz im mittleren und westlichen Schleswig. Allerdings wurden die abgelegenen Besitzungen nach und nach veräußert, und ab dem 17. Jahrhundert lösten sich auch einige Meierhöfe vom Haupthof und wurden selbständige Güter.
Ab 1771 wurden neue Parzellen abgeteilt, 1805 wurde die Leibeigenschaft abgeschafft. 1853 endete die seit 1805 bereits eingeschränkte Gerichtshoheit des Gutsherrn. Nach dem Deutsch-Dänischen Krieg 1864 wurde das bis dahin dänische Herzogtum Schleswig preußisch, 1867 kam es zur neuen preußischen Provinz Schleswig-Holstein. Rundhof wurde zu einer eigenen Gutsgemeinde, die allerdings auf das unmittelbare Umfeld des Haupthofs beschränkt blieb. Stangheck wurde eine eigenständige Landgemeinde, der 1928 auch der Gutsbezirk angeschlossen wurde. Von den Gemeindezusammenlegungen in der unmittelbaren Nachbarschaft 1970 wurde Stangheck nicht berührt.

## Politik

### Gemeindevertretung
Bei der Kommunalwahl am 14. Mai 2023 wurden insgesamt neun Sitze vergeben. Diese fielen alle an die Kommunale Wählergemeinschaft Stangheck.

### Wappen
Blasonierung: „Von Blau und Gold erhöht geteilt. Oben ein goldenes Hecktor, unten ein schwarzes Hirschgeweih mit goldenem Grind.“

## Wirtschaft
Das Gemeindegebiet ist landwirtschaftlich geprägt und verfügt über weitläufige Waldgebiete.

## Sehenswürdigkeiten
In der Liste der Kulturdenkmale in Stangheck stehen die in der Denkmalliste des Landes Schleswig-Holstein eingetragenen Kulturdenkmale.

## Persönlichkeiten
- Friedrich Henning Adolf von Rumohr (1790–1833), Landrat in Schleswig und Holstein, Amtmann des Amtes Hütten
- Wulf Henning Ernst Wilhelm von Rumohr (* 1814 auf Rundhof; † 1862 in Itzehoe), auf Rundhof, Mitglied des Dänischen Reichsrates, Verbitter des Klosters Itzehoe